# NGC 4699
NGC 4699 este o galaxie spirală situată în constelația Fecioara. A fost descoperită în 3 martie 1786 de către William Herschel. Se află la o distanță de 19,5 megaparseci de Pământ.